# Sangrando
Sangrando es el tercer disco de la banda argentina Los Caballeros de la Quema. Fue editado en el año 1994. y producido por Guido Nisenson.
El único video oficial de este disco es Pejerrey.

## Lista de canciones
| Sangrando |                           |                                                |          |  |
| N.º       | Título                    | Escritor(es)                                   | Duración |  |
| 1.        | «Aeoa»                    | Iván Noble · Martín Carro Vila                 | 2:39     |  |
| 2.        | «Pejerrey»                | Iván Noble · Javier Cavo · Pablo Guerra        | 3:10     |  |
| 3.        | «Zapping»                 | Iván Noble · Martín Carro Vila                 | 2:31     |  |
| 4.        | «Casi nadie»              | Martín Carro Vila                              | 4:42     |  |
| 5.        | «A lo de Garú»            | Iván Noble · Javier Cavo · Martín Méndez       | 5:00     |  |
| 6.        | «Mal»                     | Iván Noble · Pablo Guerra                      | 3:04     |  |
| 7.        | «Faisán»                  | Iván Noble · Martín Méndez · Pablo Guerra      | 3:48     |  |
| 8.        | «Estupro»                 | Iván Noble · Martín Méndez · Pablo Guerra      | 3:46     |  |
| 9.        | «Me vuelvo a Morón»       | Iván Noble · Martín Carro Vila · Martín Méndez | 3:10     |  |
| 10.       | «Los miserables»          | Iván Noble · Pablo Guerra                      | 5:06     |  |
| 11.       | «La crápula»              | Iván Noble · Javier Cavo · Martín Méndez       | 2:15     |  |
| 12.       | «Sangrándonos»            | Iván Noble · Martín Méndez                     | 3:17     |  |
| 13.       | «Gatillo»                 | Iván Noble · Javier Cavo                       | 3:19     |  |
| 14.       | «Apila desgracia»         | Iván Noble                                     | 6:10     |  |
| 15.       | «A sangre fría»           | Iván Noble · Martín Méndez                     | 3:05     |  |
| 16.       | «La noche que me echaste» | Iván Noble · Martín Carro Vila                 | 5:35     |  |
| 61:06     |                           |                                                |          |  |

## Músicos
- Batería: Javier "Nene" Cavo
- Bajo: Martín Carro Villa
- Guitarras y coros: Martín Méndez
- Guitarras, Coros, Rhodes en 7: Pablo Guerra
- Saxo: Alejandro Soraides / Martín "Cafusa" Staffolani
- Voz y coros: Iván Noble
- Percusión: Jorge Cabrera Cricri

- Datos: Q6120072